# Roger Rueff
Roger Rueff (Upland, 13 dicembre ...) è uno scrittore statunitense, autore di numerosi testi teatrali e sceneggiature cinematografiche, vincitore di diversi premi.

## Biografia
È nato a Upland, in California, ed è cresciuto a Denver, in Colorado.
Ha conseguito il Bachelor of Science nel 1978, il Master of Science nel 1983 e, nel 1985, il Dottorato di ricerca in Ingegneria chimica e della raffinazione del petrolio presso la Colorado School of Mines.
Il suo spettacolo teatrale Hospitality Suite in anteprima al South Coast Repertory a Costa Mesa, in California nel 1992 è stato portato in scena in moltissimi paesi. Da questa commedia è stato tratto il film The Big Kahuna sceneggiato dallo stesso Roger Rueff. Il film, interpretato da Kevin Spacey e Danny DeVito fu proiettato in anteprima al Toronto International Film Festival nel settembre 1999. Il film fu inserito nella terna dell'Humanitas Prize per il cinema indipendente.
Come sceneggiatore ha collaborato con diversi autori italiani. Con Nicola Barile ha sceneggiato la webserie internazionale Boys & Girls con la regia di Fulvio Iannucci, una serie che aveva come scopo la sensibilizzazione degli adolescenti europei su alcuni temi, come: l'alimentazione, l'uso di alcol e droghe e i comportamenti sessuali. A testimonianza del forte impegno di Roger Rueff per i temi etici.